# 岩井新田
岩井新田（いわいしんでん）は、千葉県柏市の大字。2017年10月31日現在の人口は0人。郵便番号270-1446。

## 地理
北は我孫子市高野山新田、東は鷲野谷新田、南は岩井、南西は箕輪、西は箕輪新田に隣接している。

## 小・中学校の学区
市立小・中学校に通う場合、学区は以下の通りとなる。
| 番地      | 小学校             | 中学校           |
| --------- | ------------------ | ---------------- |
| 1～29番地 | 柏市立手賀西小学校 | 柏市立手賀中学校 |

## 施設
- 石井養魚場